# Hoplodrina noguera
Hoplodrina noguera is een vlinder uit de familie van de uilen (Noctuidae). De wetenschappelijke naam van de soort is voor het eerst geldig gepubliceerd in 1976 door de Laever.